# Kosuke Nakamura
Kosuke Nakamura (中村 航輔, Nakamura Kosuke) est un footballeur japonais né le 27 février 1995. Il évolue au poste de gardien de but au Portimonense Sporting Clube .

## Biographie

### En équipe nationale
Avec les moins de 17 ans, il dispute la Coupe du monde des moins de 17 ans 2011 organisée au Mexique. Lors du mondial junior, il joue quatre matchs : contre la Jamaïque, la France, la Nouvelle-Zélande, et enfin le Brésil. Le Japon atteint les quarts de finale du mondial.
Avec les moins de 19 ans, il participe au championnat d'Asie des moins de 19 ans en 2014. Le Japon atteint les quarts de finale de la compétition, en étant battu par la Corée du Nord.
Il dispute en mai 2016 le Tournoi de Toulon. Il est ensuite retenu par le sélectionneur Makoto Teguramori afin de participer aux Jeux olympiques d'été organisés au Brésil. Lors du tournoi olympique, il joue deux matchs : contre la Colombie, et la Suède.